# 青の洞窟 (北海道松前郡福島町)
青の洞窟（あおのどうくつ）は、北海道松前郡福島町、岩部海岸にある海蝕洞。

## 概要
青の洞窟がある岩部海岸は松前矢越道立自然公園に指定されており、船でしか行けない。
なお、青の洞窟は長年地元の漁師だけが知る秘境であったが、一般社団法人福島町まちづくり工房（福島町役場内）が2019年春からクルーズ観光事業を開始しており、一般人でも観に行けるようになった。